# Markova, Monastîrîska
Markova (în ucraineană Маркова) este un sat în comuna Zavadivka din raionul Monastîrîska, regiunea Ternopil, Ucraina.

## Demografie
Componența lingvistică a localității Markova
     Ucraineană (100%)
Conform recensământului din 2001, toată populația localității Markova era vorbitoare de ucraineană (100%).